# Les Apprentis
Les Apprentis je francouzský hraný film z roku 1995, který režíroval Pierre Salvadori podle vlastního scénáře. Snímek měl světovou premiéru dne 20. prosince 1995.

## Děj
Antoina opustí jeho přítelkyně Valérie. Dočasně se proto nastěhuje ke svému příteli Benoitovi, který tráví většinu času v zahraničí. U Benoita už bydlí mladý Fredéric, známý jako Fred, který nepracuje a žije ze dne na den. Nakonec spolu takto bydlí více než čtyři roky. Antoine se snaží dokončit svou první hru a vydělává si trochu peněz jako nezávislý novinář. Fred přispívá na společný život jídlem, které obvykle krade. Když jde byt do prodeje, oba musejí hledat náhradní ubytování.

## Obsazení
| Marie Trintignantová    | Lorette                           |
| François Cluzet         | Antoine Parent                    |
| Guillaume Depardieu     | Fred Rouyer                       |
| Judith Henry            | Sylvie                            |
| Claire Laroche          | Agnès                             |
| Philippe Girard         | Nicolas                           |
| Bernard Yerlès          | Patrick                           |
| Blandine Pélissier      | mladá žena z realitní kanceláře   |
| Jean-Michel Julliard    | lékař                             |
| Maryvonne Schiltz       | Fredova matka                     |
| Claude Aufaure          | Fredův otec                       |
| Hélène Roussel          | Antoinova matka                   |
| Marie Riva              | mladá matka                       |
| Philippe Duquesne       | mladý otec                        |
| Jean-Baptiste Marcenac  | Benoît                            |
| Elisabeth Kaza          | Benoîtova babička                 |
| Marie-Claud Mestral     | matka Sylvie                      |
| Philippe Duclos         | šéfredaktor                       |
| Serge Riaboukine        | profesor divadelní vědy           |
| Zinedine Soualem        | číšník v kavárně                  |
| Gérald Weingand         | Laurent                           |
| Évelyne Istria          | žena v metru                      |
| Delphine Bachy          | Sandra                            |
| Michel Lebret           | lékárník                          |
| Ted Paczula             | Marc                              |
| Julien Cafaro           | policejní komisař                 |
| Barbara Dziadon         | paní Kowarsky                     |
| Jean-Noël Fenwick       | bezpečnostní pracovník v obchodě  |
| Sophie Mounicot         | bezpečnostní pracovnice v obchodě |
| Philippe Harel          | sousedka Valérie                  |
| Thierry Balcon          | Henri                             |
| Jonathan Chiche Bernard | mladý zloděj                      |

## Ocenění
- César: nejslibnější herec (Guillaume Depardieu), nominace na nejlepšího herce (François Cluzet)